# José Antonio Sayés
José Antonio Sayés Bermejo (Peralta, Navarra, 17 de enero de 1944 - Pamplona, 26 de abril de 2022) fue un sacerdote, teólogo y apologeta español. Era considerado uno de los teólogos españoles más importantes tras el Concilio Vaticano II.

## Biografía
Nacido en la localidad navarra de Peralta, el 17 de enero de 1944. Era el menor de tres hermanos: Juan que también fue sacerdote, y Jesús que fue carnicero.
Completada su formación sacerdotal en el Seminario de Pamplona, se ordenó sacerdote (1968). Durante su formación académica fue alumno de Joseph Ratzinger (1972) en un curso sobre la Eucaristía. Tras obtener el Doctorado en Teología por la Universidad Gregoriana fue profesor de Teología fundamental en la Facultad de Teología del Norte de España (Burgos).
Colaboró con el cardenal de Viena Christoph Schönborn en la redacción del nuevo Catecismo de la Iglesia Católica. Intervino en el programa de Intereconomía Lágrimas en la lluvia, moderado por Juan Manuel de Prada. En el seminario de Burgos, donde también ejerció la docencia, fue el director de tesina de José Ignacio Munilla.
Acuñó el término “Teología de la secularización” para describir las causas y consecuencias del modernismo teológico que se había infiltrado en la Iglesia.
Una de sus aficiones era la montaña. Organizó campamentos para jóvenes en diversos lugares de España: Pirineos, Cordillera Cantábrica, Sierra de Gredos; y de Europa: Alpes y Dolomitas.
Falleció a los 78 años, el 26 de abril en la residencia sacerdotal El Buen Pastor (Pamplona) a consecuencia de una enfermedad neurodegenerativa.

## Obras
Escribió más de cuarenta obras de teología y filosofía. Fue también conferenciante habitual y autor de numerosos artículos, entre los que se encuentran:

### Artículos de revistas
- B. Sesboüé: cristología y relativismo, Revista agustiniana, ISSN 0211-612X, Vol. 49, N.º 148, 2008, pags. 229-284
- Sobre la eclesiología de comunión de S. Pie Ninot, Revista agustiniana, ISSN 0211-612X, Vol. 48, N.º 146, 2007, pags. 397-408
- Jesucristo y la Moral, Burgense: Collectánea Scientífica, ISSN 0521-8195, Vol. 44, N.º. 2, 2003, pags. 393-464
- ¿Cómo hablar hoy del infierno?: Diálogo con H. U. von Balthasar, Revista agustiniana, ISSN 0211-612X, Vol. 43, N.º 130, 2002, pags. 141-172
- Jesús y las etapas de la fundación de su Iglesia, Burgense: Collectánea Scientífica, ISSN 0521-8195, Vol. 40, N.º. 1, 1999, pags. 9-60
- La autonomía de las realidades temporales y el orden sobrenatural, Estudios eclesiásticos, ISSN 0210-1610, Vol. 64, N.º. 250-251, 1989 (Ejemplar dedicado a: Fides quae per caritatem operatur. Homenaje a Juan Alfaro en su 75 cumpleaños (II)), pags. 465-494

### Libros
- Jesucristo, no tenemos otro nombre, 2011. ISBN 978-84-8353-358-1
- La Gracia, Edibesa, 2004. ISBN 84-8407-437-4
- El misterio eucarístico. Ediciones Palabra, 2003. ISBN 84-8239-739-7
- Teología moral fundamental , Editorial Edicep C.B., 2003. ISBN 84-7050-758-3
- Teología de la creación, Ediciones Palabra, 2002. ISBN 84-8239-643-9
- Cristianismo y filosofía, Editorial Edicep C.B., 2002. ISBN 84-7050-691-9
- Cristianismo y religiones: la salvación fuera de la Iglesia. San Pablo, 2001. ISBN 84-285-2317-7
- La Trinidad: misterio de salvación. Ediciones Palabra, 2000. ISBN 84-8239-423-1
- Moral de la sexualidad. Editorial Edicep C.B., 2000. ISBN 84-7050-607-2
- La Iglesia de Cristo: curso de eclesiología. Ediciones Palabra, 1999. ISBN 84-8239-341-3
- Compendio de teología fundamental: la razón de nuestra esperanza. Editorial Edicep C.B., 1998. ISBN 84-7050-518-1
- El demonio, ¿realidad o mito?. San Pablo, 1997. ISBN 84-285-2022-4
- Antropología y moral: de la "nueva moral" a la "Veritatis splendor". Ediciones Palabra, 1997. ISBN 84-8239-163-1
- Más allá de la muerte. San Pablo, 1996. ISBN 84-285-1880-7
- Teología para nuestro tiempo: la fe explicada. San Pablo, 1995. ISBN 84-285-1743-6
- Señor y Cristo. Ediciones Universidad de Navarra. EUNSA, 1995. ISBN 84-313-1351-X
- El tema del alma en el catecismo de la iglesia católica. Pamplona : Fundación Gratis Date, 1994. ISBN 84-87903-15-0
- Ciencia, ateísmo y fe en Dios. Ediciones Universidad de Navarra. EUNSA, 1994. ISBN 84-313-1276-9
- El sacramento de la Eucaristía: (para uso de los alumnos). Burgos : Aldecoa, D.L. 1989. ISBN 84-7009-302-9
- Moral de la sexualidad. Ávila : Asociación Educativa Signum Christi, 1988. ISBN 84-404-3826-5
- Cristología dogmática: (para uso de los alumnos). Burgos : Aldecoa, D.L. 1988. ISBN 84-7009-290-1
- Pecado original y redención de Cristo. Madrid : Edapor, 1988. ISBN 84-85662-53-9
- El misterio eucarístico. Madrid : La Editorial Católica, 1986. ISBN 84-220-1258-8
- Jesucristo, Nuestro Señor. Madrid : Edapor, 1985. ISBN 84-85662-39-3
- Cristología fundamental. Madrid : Cete, 1985. ISBN 84-398-5239-8
- Jesucristo, ser y persona. Burgos : Aldecoa, 1984. ISBN 84-7009-222-7
- Dios existe, Madrid : Edapor, 1982. ISBN 84-85662-25-3
- La Eucaristía, centro de la vida cristiana. Madrid : La Editorial Católica, 1982. ISBN 84-220-1036-4
- La Eucaristía. Madrid : Edapor, 1981. ISBN 84-85662-17-2
- Existencia de Dios y conocimiento humano. Universidad Pontificia de Salamanca, 1980. ISBN 84-7299-077-X
- La presencia real de Cristo en la Eucaristía. Madrid : La Editorial Católica, 1976. ISBN 84-220-0781-5